# Valero Rivera Folch
Valero Rivera Folch (ur. 22 lutego 1985 w Barcelonie) – hiszpański piłkarz ręczny grający na pozycji lewoskrzydłowego, mistrz świata z 2013, brązowy medalista mistrzostw Europy z 2014. W latach 2016–2018 hiszpański skrzydłowy występował w drużynie FC Barcelona odnosząc sukcesy na krajowym podwórku. W 2018 zmienił klub i przeniósł się do francuskiej drużyny HBC Nantes.

## Życie prywatne
Jego ojcem jest Valero Rivera López, piłkarz ręczny, a obecnie trener męskiej reprezentacji Kataru.

## Sukcesy

### reprezentacyjne
- złoty medalista mistrzostw świata 2013
- brązowy medalista mistrzostw Europy 2014

### klubowe
- złoty medalista mistrzostw Hiszpanii 2003
- zdobywca Ligi Mistrzów 2005
- zdobywca pucharu Króla 2004
- zdobywca superpucharu Hiszpanii 2003

## Nagrody indywidualne
- MVP Division 1 w sezonie 2011/12
- Najlepszy lewoskrzydłowy Division 1 w sezonie 2011/12 oraz 2012/13
- Najlepszy lewoskrzydłowy mistrzostw świata 2015